# Hamburger Franzosenzeit

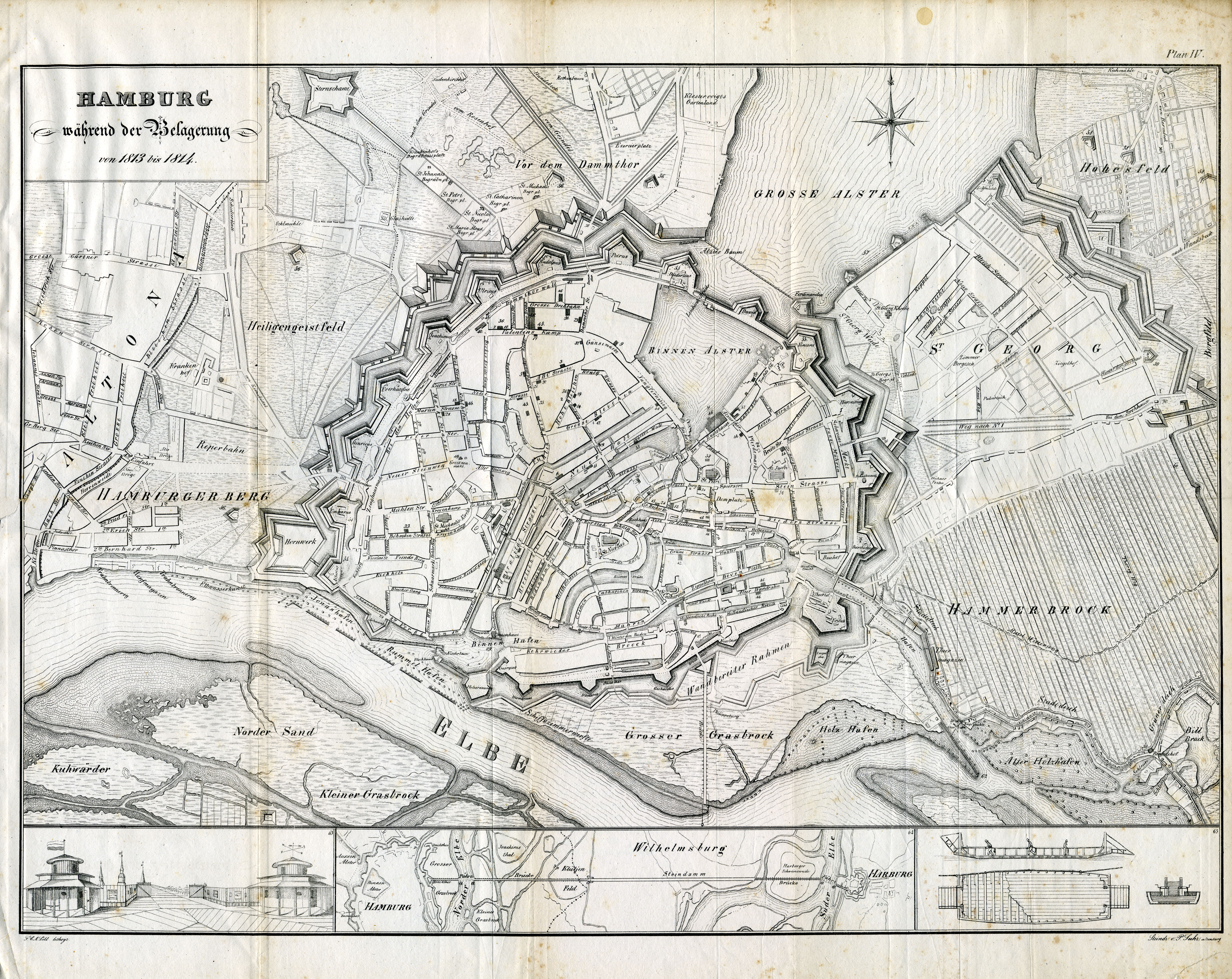
Hamburg während der Belagerung 1813/1814

Hamburger Franzosenzeit bezeichnet in der Geschichte Hamburgs die Zeit unter französischer Besatzung und Eingliederung in das Französische Kaiserreich in den Jahren von 1806 bis 1814, parallel zu der in weiteren deutschen Gebieten ebenfalls so genannten Franzosenzeit.

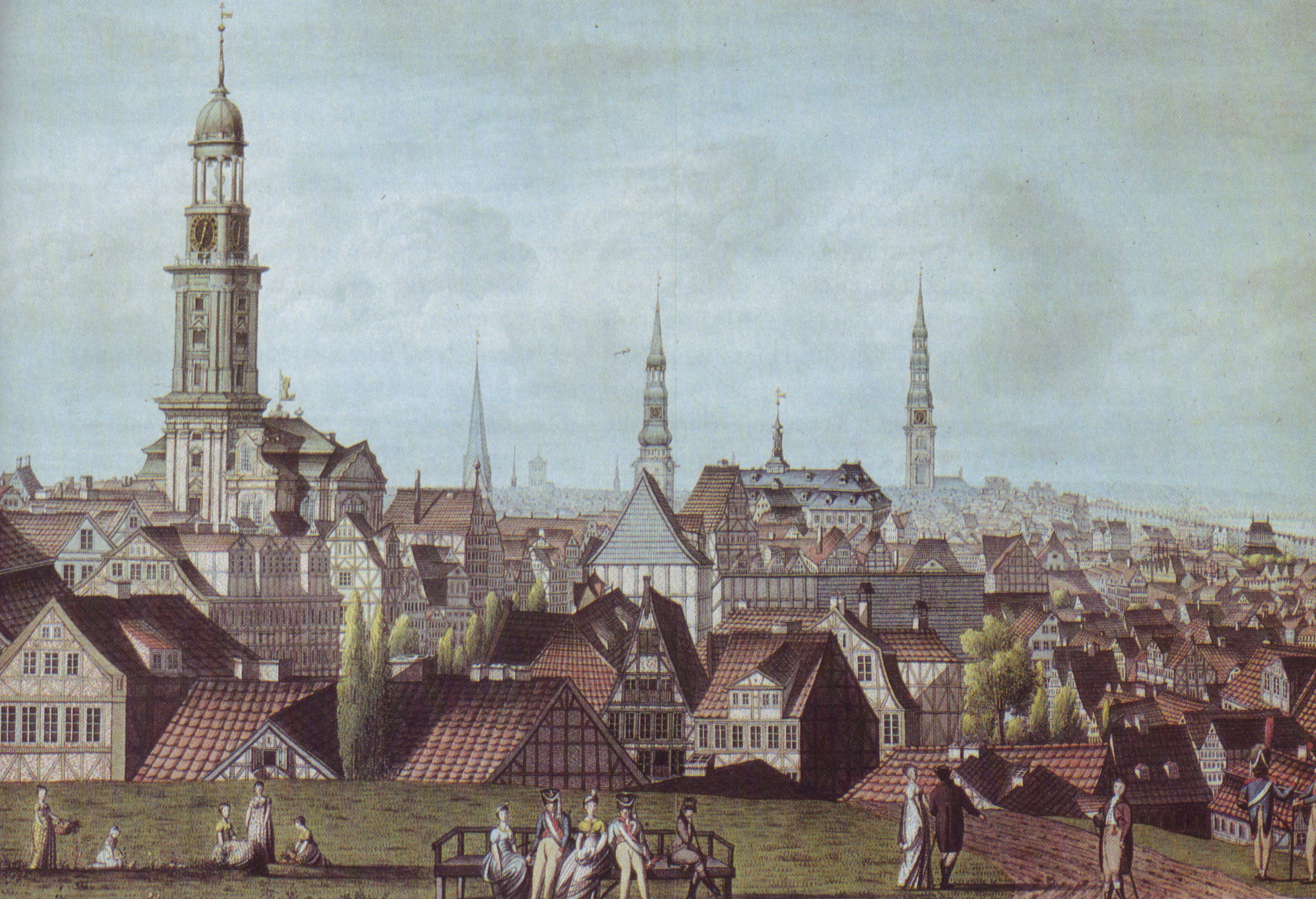
Prospekt der Kaiserlich Französischen Stadt Hamburg von Johann Marcus David (1811)

## Besetzung der Stadt 1806

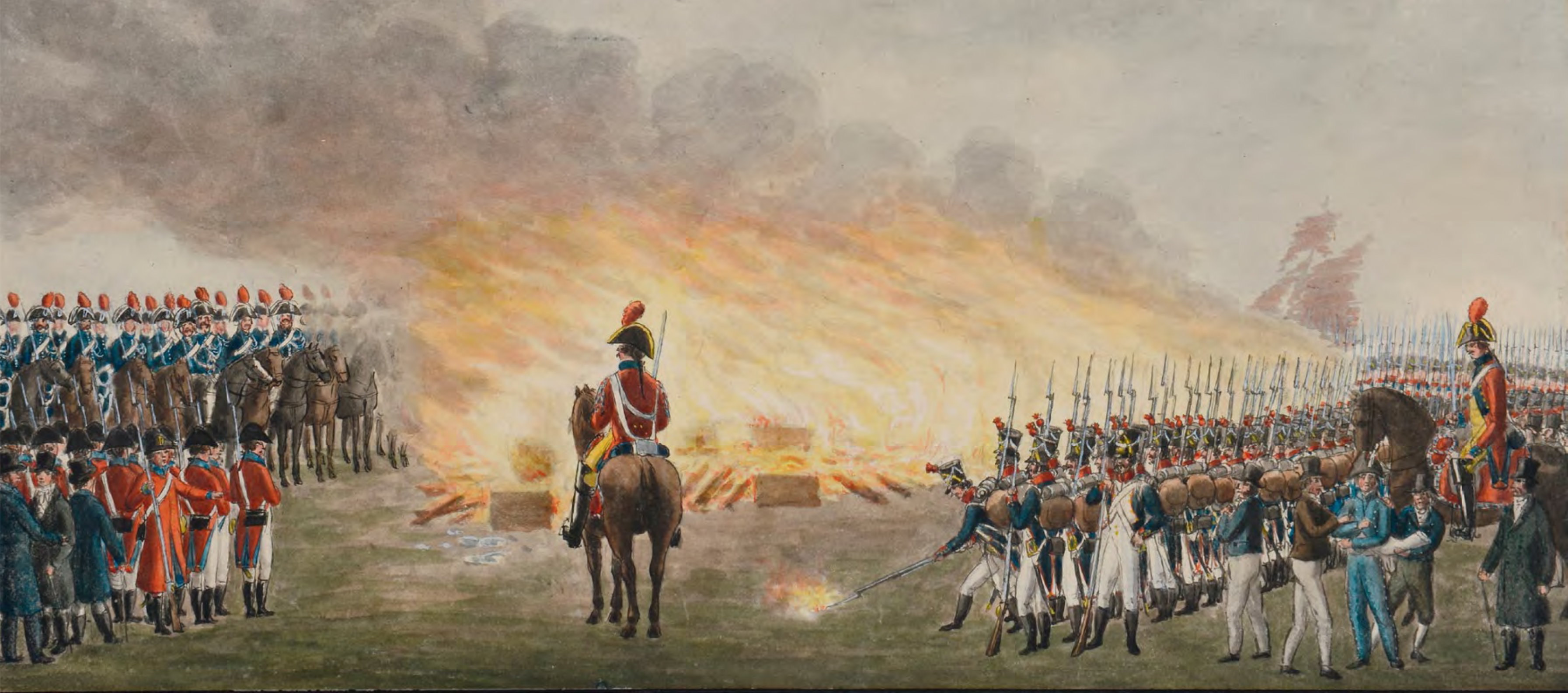
Verbrennung englischer Waren auf dem Grasbrook 1811

Zum Beweis seiner Neutralität in den Koalitionskriegen ließ der Hamburger Rat 1804 die Befestigungsanlagen von Hamburg einreißen. Zur Durchsetzung der Kontinentalsperre, einer Wirtschaftsblockade über die britischen Inseln, ließ Napoleon die Freie und Hansestadt Hamburg während des Vierten Koalitionskrieges am 19. November 1806 besetzen. Die Besatzung sollte mit kurzen Unterbrechungen bis 1814 dauern. Die Besatzer verboten den Handel mit Großbritannien und beschlagnahmten alle britischen Waren in der Stadt. Weil Großbritannien zu dieser Zeit nach Frankreich der zweitwichtigste Wirtschaftspartner Hamburgs war, kam es in der Folge bei vielen Hamburger Handelsfirmen zum Bankrott. Arbeitslosigkeit und Armut nahmen in den unteren Bevölkerungsschichten stark zu. Viele Bewohner flohen vor der Besetzung und drohender Not ins nähere oder fernere Umland. Wer zurückgeblieben war, litt unter Sondersteuern und Zwangseinquartierungen zur Versorgung der Besatzungssoldaten. Der Schmuggel mit dem dänischen Umland blühte dagegen.

## Hamburg als Teil des Französischen Kaiserreichs (1811–1814)

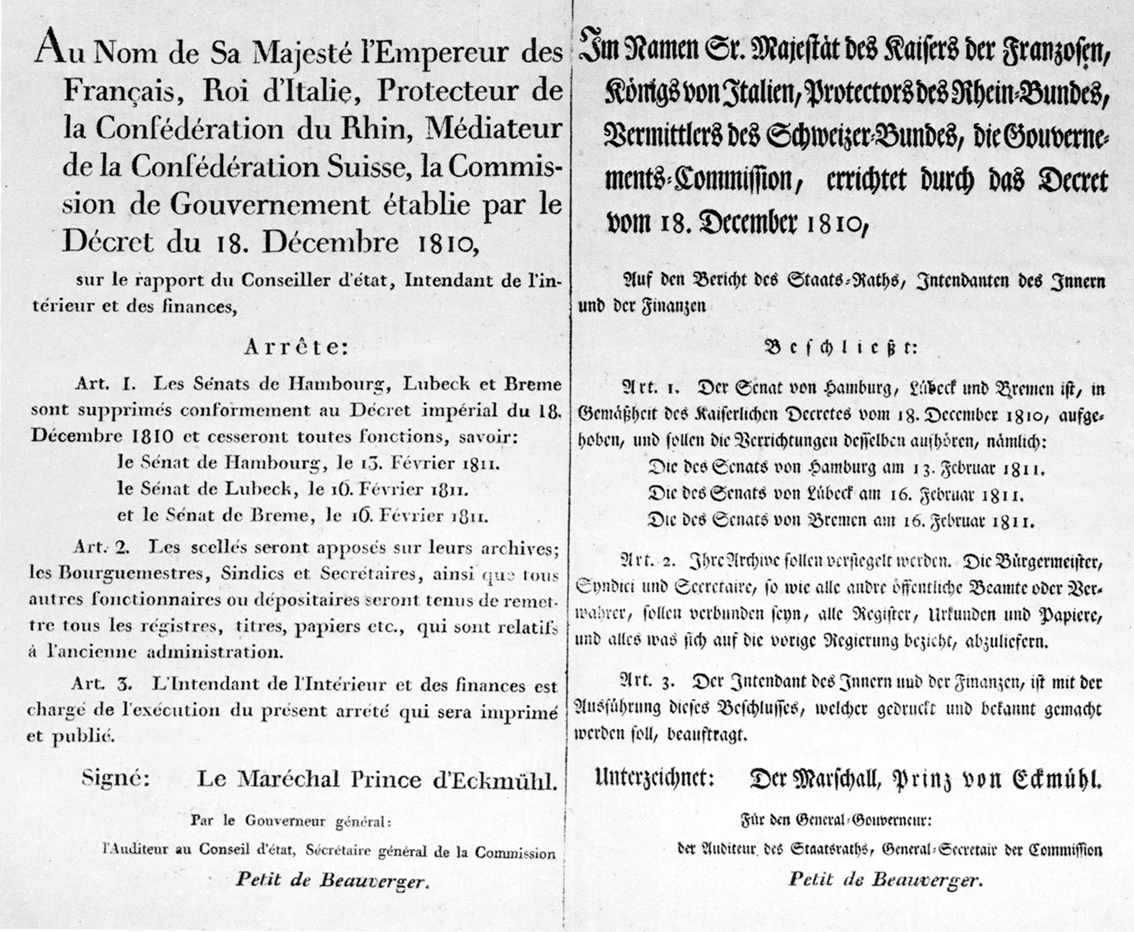
Davouts Dekret vom 10. Februar 1811

1811 wurde Hamburg direkter Bestandteil des Französischen Kaiserreichs. Die Ratsverfassung wurde durch Beschluss der per Dekret vom 18. Dezember 1810 errichteten Regierungskommission unter Marschall Davout vom 10. Februar 1811 zum 13. Februar 1811 aufgehoben. Hamburg (französisch Hambourg) wurde zur Bonne ville de l’Empire français ernannt und Hauptstadt des Département des Bouches de l’Elbe (Departement der Elbmündung), das die Nummer 128 der französischen Departmentliste führte. Präfekt war bis 1813 der Niederländer Patrice de Coninck, dann bis 1814 Achille Le Tonnelier de Breteuil.

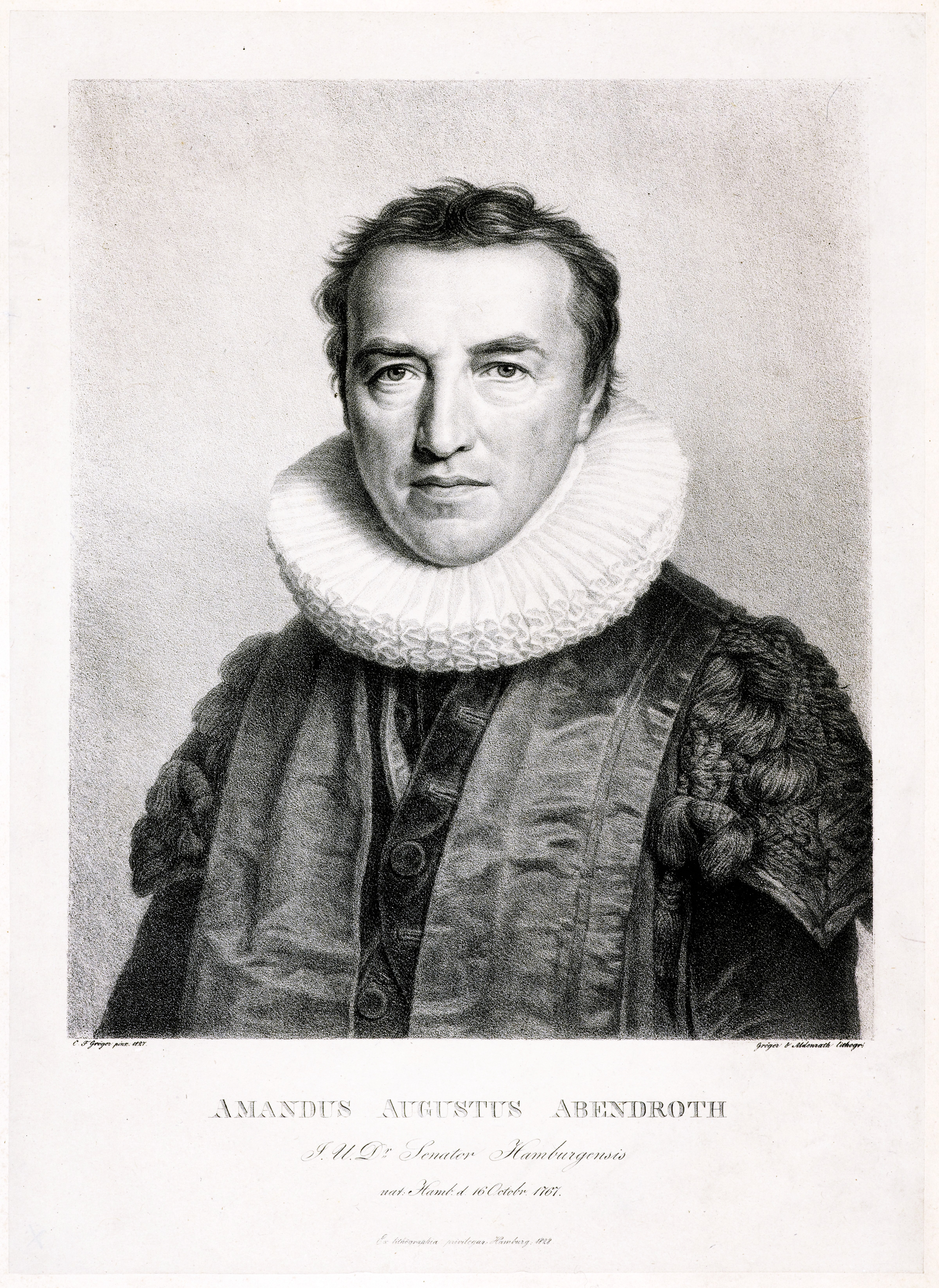
Amandus Abendroth, Maire 1811–1814

Das Arrondissement Hamburg umfasste das Staatsgebiet Hamburgs und war in neun Kantone unterteilt, sechs Stadtkantone, von eins bis sechs durchnummeriert, sowie Hamm, Bergedorf und Wilhelmsburg. Senat und Bürgerschaft wurden aufgelöst und an ihrer Stelle ein Munizipalrat eingesetzt. Der Munizipalrat hatte dreißig Mitglieder, ungefähr so viele wie der vorherige Senat. Der Munizipalrat bestand bis zum 26. Mai 1814. Zum Maire (Bürgermeister) wurde Amandus Augustus Abendroth berufen und Jean-Dauphin de Chapeaurouge zum Maire-Adjoint (stellvertretender Bürgermeister, ab 1813 ersetzt durch Carsten Wilhelm Soltau). Verwaltung und Justiz wurden erstmals getrennt. Als Appellationsgericht der drei Hanseatischen Departements wurde in Hamburg ein Kaiserlicher Gerichtshof (Cour Impériale) eingerichtet. Der Code civil löste das Hamburger Stadtrecht ab und im Strafprozess wurden Geschworenengerichte eingeführt. Höhere französische Beamte wurden aus dem Inneren Frankreichs, vor allem aus dem Elsass, nach Hamburg abgeordnet.
Im Zuge einer von Napoleon geplanten Chaussee Hamburg – Paris über Harburg wurden nördlich und südlich eines gebauten Steindamms auf der Elbinsel Wilhelmsburg insgesamt vier Kilometer lange Brücken aus Holz über die durch Überschwemmungen gefährdeten Niederungen der weiteren Inseln (u. a. Grasbrook) errichtet, sodass nur noch die beiden Hauptströme der Norder- und Süderelbe mit Fähren überquert werden mussten. Diese Brücken wurden nach dem Abzug der Franzosen durch Eisgang zerstört und 1817 abgerissen.
Für die Hamburger Juden brachte die Eingliederung ihrer Stadt ins Französische Kaiserreich erstmals die volle rechtliche Gleichstellung. Sie wurde nach dem Abzug der Franzosen aufgehoben, und der Rat der Stadt setzte das diskriminierende Judenreglement von 1710 wieder in Kraft.

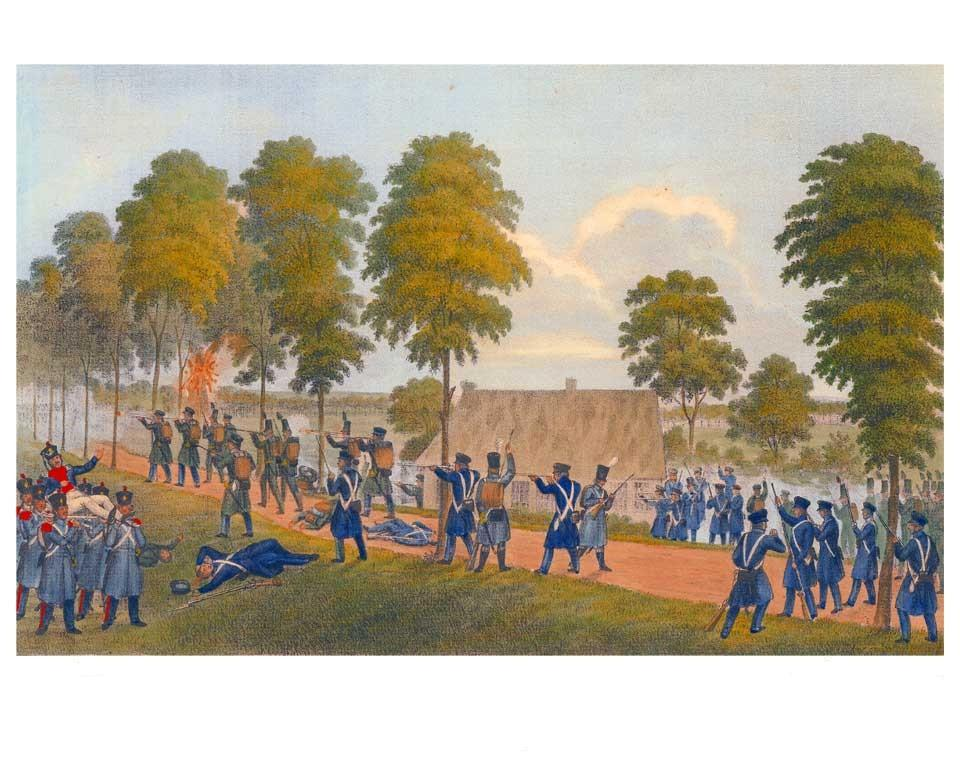
Gefecht auf der Veddel März 1813

Am 24. Februar 1813 brach ein spontaner Volksaufstand gegen die französischen Machthaber aus. Nachdem dieser auch durch den Einsatz von aus dem benachbarten Altona zu Hilfe gerufenen dänischen Militärs niedergerungen war, organisierte Bürgermeister Abendroth eine sich aus der Hamburger Kaufmannschaft rekrutierende Bürgerwehr, die künftig Plünderungen in den Häusern der wohlhabenden Bürger unterbinden sollte. Während des Sechsten Koalitionskrieges wurden bis zum 12. März alle französischen Soldaten abgezogen und die Stadt am 17. März 1813 kurzzeitig von russischen Truppen unter Oberst Tettenborn befreit. Vertreter des alten Senats und der Bürgerschaft übernahmen zwei Monate lang wieder die Regierung. Tettenborns Wirken in Hamburg wird kritisch beurteilt: „Er betrachtete Hamburg als einen günstigen Standort, um sich selbst zu bereichern und einen ausschweifenden Lebenswandel zu führen. Um eine ernsthafte Verteidigung der Stadt bemühte er sich weniger als um das Eintreiben eines ‚Ehrengeschenks‘ von 5000 Friedrich d’or und seine Ernennung zum Ehrenbürger.“ Weiterhin verfügte Tettenborn über weit weniger Truppen, als angenommen worden war. Statt der erwarteten 6000 Mann rückten lediglich 1400 Soldaten in die Stadt ein.
Als am 30. Mai 1813 wieder napoleonische Truppen unter Marschall Davout anrückten, um auf Befehl Napoleons Hamburg als wichtigste Bastion Norddeutschland zurückzugewinnen, zogen die unterlegenen Russen und die Hanseatische Legion nach einem Gefecht an der Nettelnburger Schleuse ab und die französischen Autoritäten wurden wieder eingesetzt. Bürgermeister wurde nun Friedrich August Rüder, der das Amt bis zum Mai 1814 ausüben sollte. Die Franzosen stellten ihre Autorität mit zahlreichen Repressalien gegen die Bevölkerung wieder her.

## Belagerung und Befreiung der Stadt

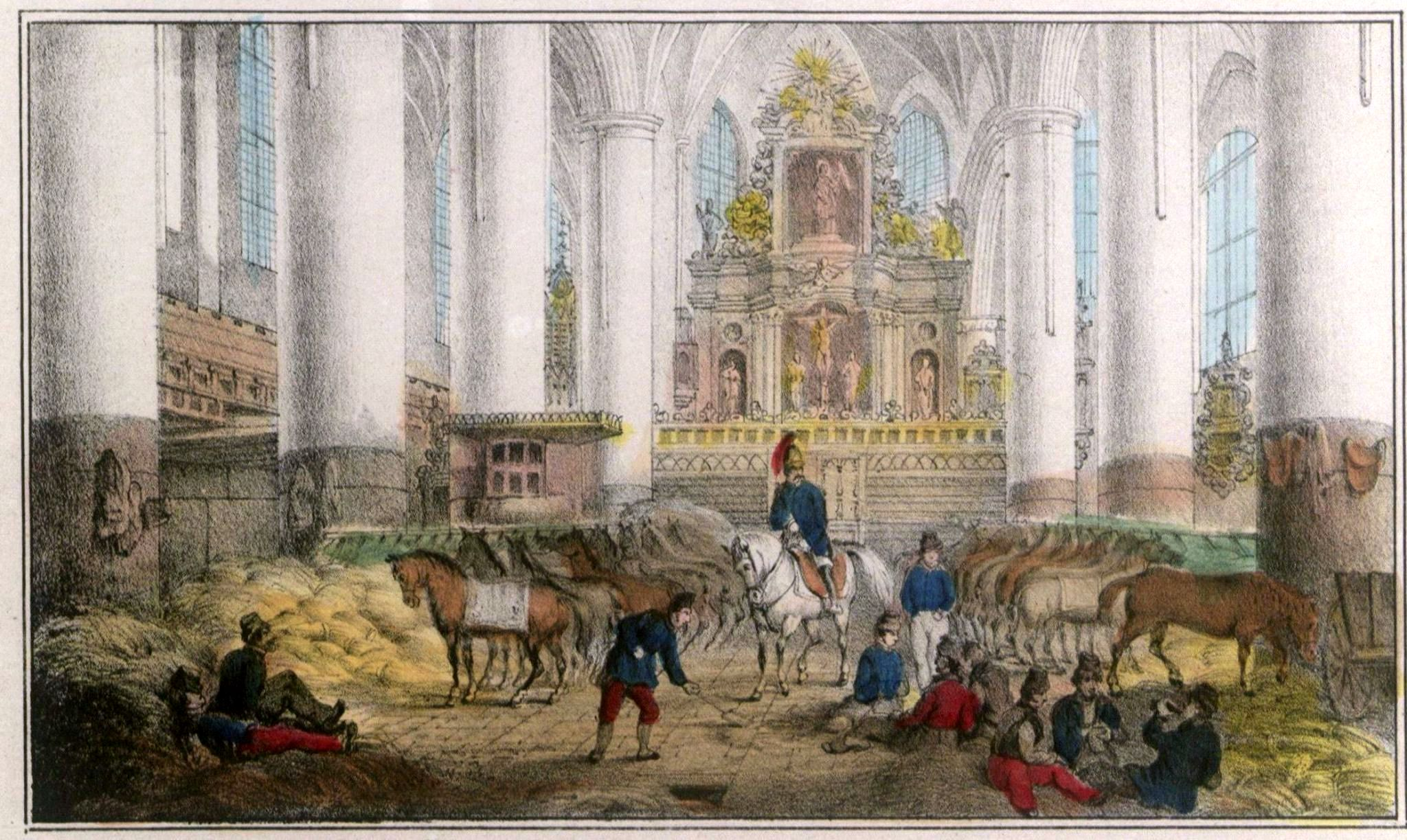
Hamburger Hauptkirche Sankt Petri, in der Franzosenzeit zum Pferdestall zweckentfremdet

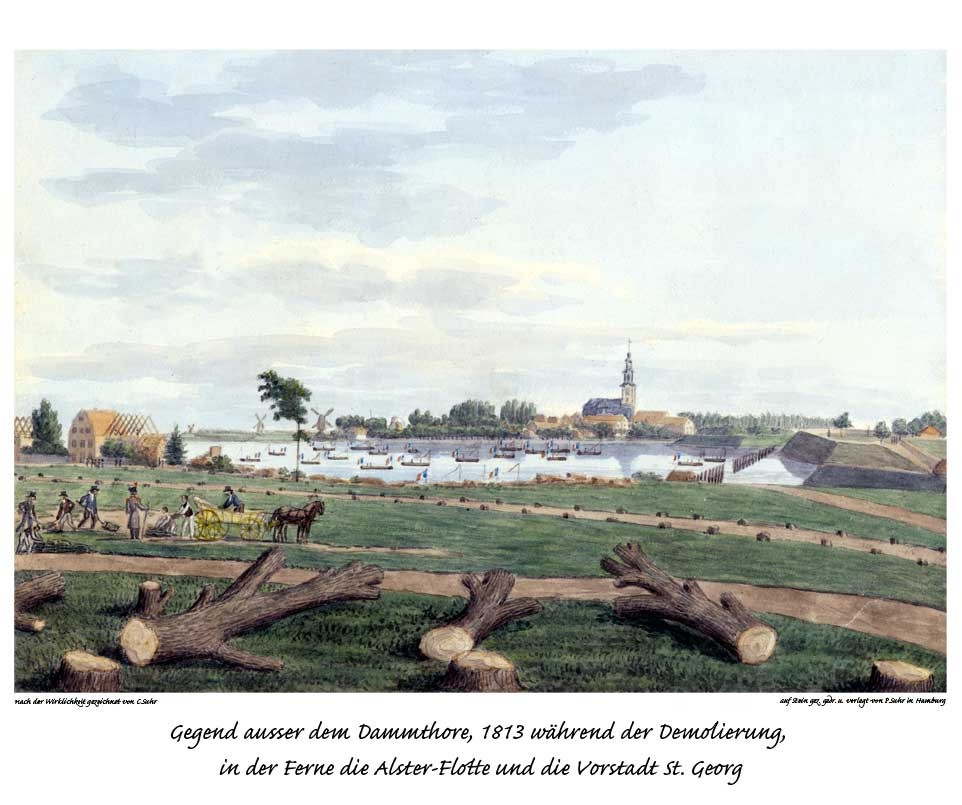
Gegend vor dem Dammtor während der Demolierung 1813, Lithografie der Gebrüder Suhr

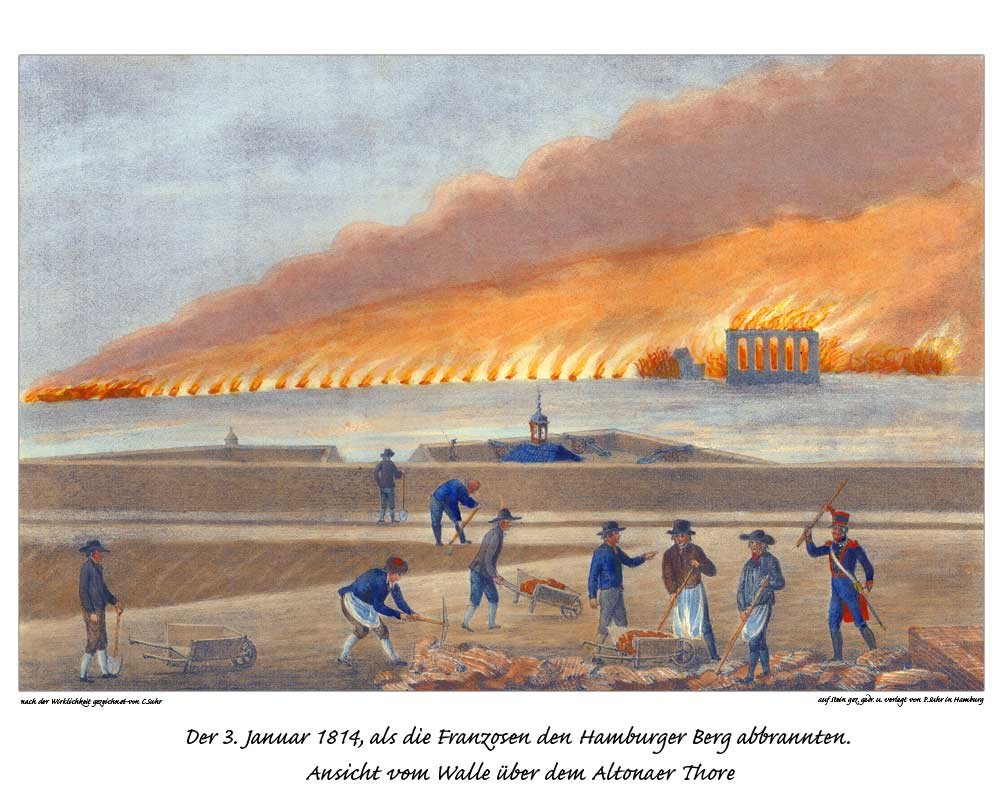
Bürger bei Schanzarbeiten, im Hintergrund das brennende St. Pauli, 3. Januar 1814

Von den Franzosen aus ihren Häusern vertriebene Dorfbewohner kampieren auf dem Friedhof von Hamm

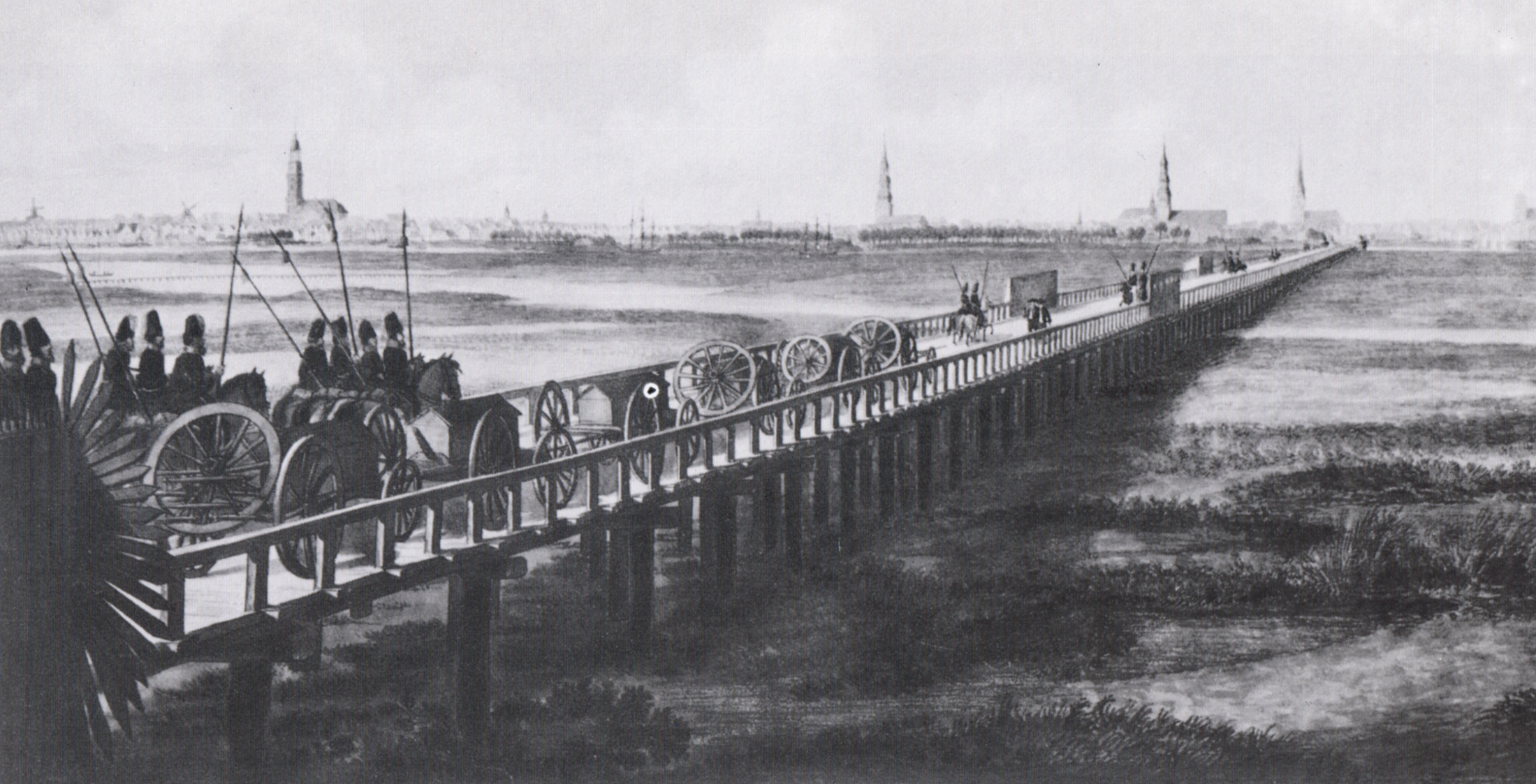
Die Kosaken überqueren die Elbe bei Hamburg, Zeichnung um 1814

Hamburg wurde auf Anweisung Napoleons unter Marschall Davout zur Festung ausgebaut. Ein Großteil der männlichen Bevölkerung wurde dazu als Zwangsmaßnahme zu Schanzarbeiten herangezogen. Vor den Toren der Stadt, auf dem Hamburger Berg, in Pöseldorf, Hamm, am Rothenbaum, vor dem Dammtor und in Teilen von St. Georg wurden zugunsten eines freien Schussfeldes die Häuser abgerissen, alle Bäume gefällt und die Gärten verwüstet. Die Bevölkerung wurde gezwungen, in Minuten ihre Häuser und ihren Besitz zurückzulassen und in Nachbarorten unterzukommen oder im Freien zu kampieren. Allein in St. Pauli wurden mitten im Winter so 900 Häuser, Buden, die Kirche sowie der Krankenhof mit 800 Kranken zerstört. Zwei Drittel der Kranken, die größtenteils in der Johanniskirche in Eppendorf untergebracht wurden, überlebten diese Umquartierung nicht. 
Die Hauptkirchen außer St. Michaelis wurden zu Pferdeställen umfunktioniert. Zur weiteren Strafe für seinen Abfall wurde Hamburg eine Buße von 48 Millionen Franc auferlegt und deshalb das Silberdepot der Hamburger Bank im Wert von 7½ Millionen Mark Banco beschlagnahmt. Napoleon wird der Ausspruch zugeschrieben: „Ich ziehe es vor, die Hamburger zahlen zu lassen. Das ist die beste Art, Kaufleute zu bestrafen.“ In Hamburg brach daraufhin die Geldwirtschaft zusammen und es verlor seine Kreditwürdigkeit. Der Wiederaufbau ab 1814 nahm mehrere Jahre in Anspruch.
Am 6. Dezember 1813 begann die erwartete Belagerung Hamburgs durch Truppen der Nordarmee unter der Führung des schwedischen Kronprinzen Karl Johann. Die Truppen waren vor allem in der Herrschaft Pinneberg einquartiert und lösten dort den sog. Kosakenwinter aus. In Hamburg waren inzwischen 42.000 französische Soldaten zusammengezogen worden, viele von ihnen krank oder verwundet. Auch diese Truppen mussten verpflegt und einquartiert werden. Im Februar 1814 war die Zahl der Kranken auf 17.000 gestiegen, da Fleckfieber ausgebrochen war. In Erwartung der Belagerung und als weitere Bestrafung für die Bevölkerung hatten die Franzosen die Hamburger bereits im November 1813 dazu verpflichtet, sich in ihren Wohnungen für sechs Monate ausreichend mit Nahrungsmitteln zu versorgen. Wer dies bei mehrfachen Kontrollen nicht nachweisen konnte, wurde ohne Rücksicht aus der Stadt verwiesen. Trotz dieser Maßnahme wurden die Nahrungsmittel in der Stadt knapp. Deshalb ließ Davout nach erneuten verschärften Kontrollen zu Weihnachten etwa 30.000 Männer, Frauen und Kinder, die nicht genug persönlichen Proviant nachweisen konnten, zunächst zur Petrikirche und am nächsten Morgen bei großer Kälte aus der Stadt nach Altona treiben. Sie versuchten im Umland, in Altona, Barmbek, Wandsbek aber auch in Lübeck und Bremen Unterschlupf zu finden. Viele von ihnen verhungerten. Allein in Ottensen wurden 1.138 Tote in einem Massengrab bestattet. Hamburgs Bevölkerung war zu dieser Zeit auf 55.000 geschrumpft.
Auf Befehl Ludwigs XVIII. übergab Davout – fast zwei Monate nach Napoleons Abdankung – am 29. Mai 1814 die Stadt, da seine Streitkräfte durch Krankheiten und Mangel dezimiert waren. Davout verließ Hamburg mit 25.000 Soldaten und 5.000 Pferden, 4.800 Kranke blieben zurück. Am 26. Mai 1814 trat der Senat erstmals wieder zusammen. Russische Truppen unter dem General Bennigsen wurden bei ihrem Einzug am 31. Mai 1814 von der Bevölkerung in der völlig ruinierten Stadt als Befreier gefeiert.
Der Wiener Kongress garantierte im Jahr 1815 die Souveränität Hamburgs. Hamburg trat dem Deutschen Bund bei und nannte sich seit Ende 1819 Freye und Hansestadt.

## Denkmäler

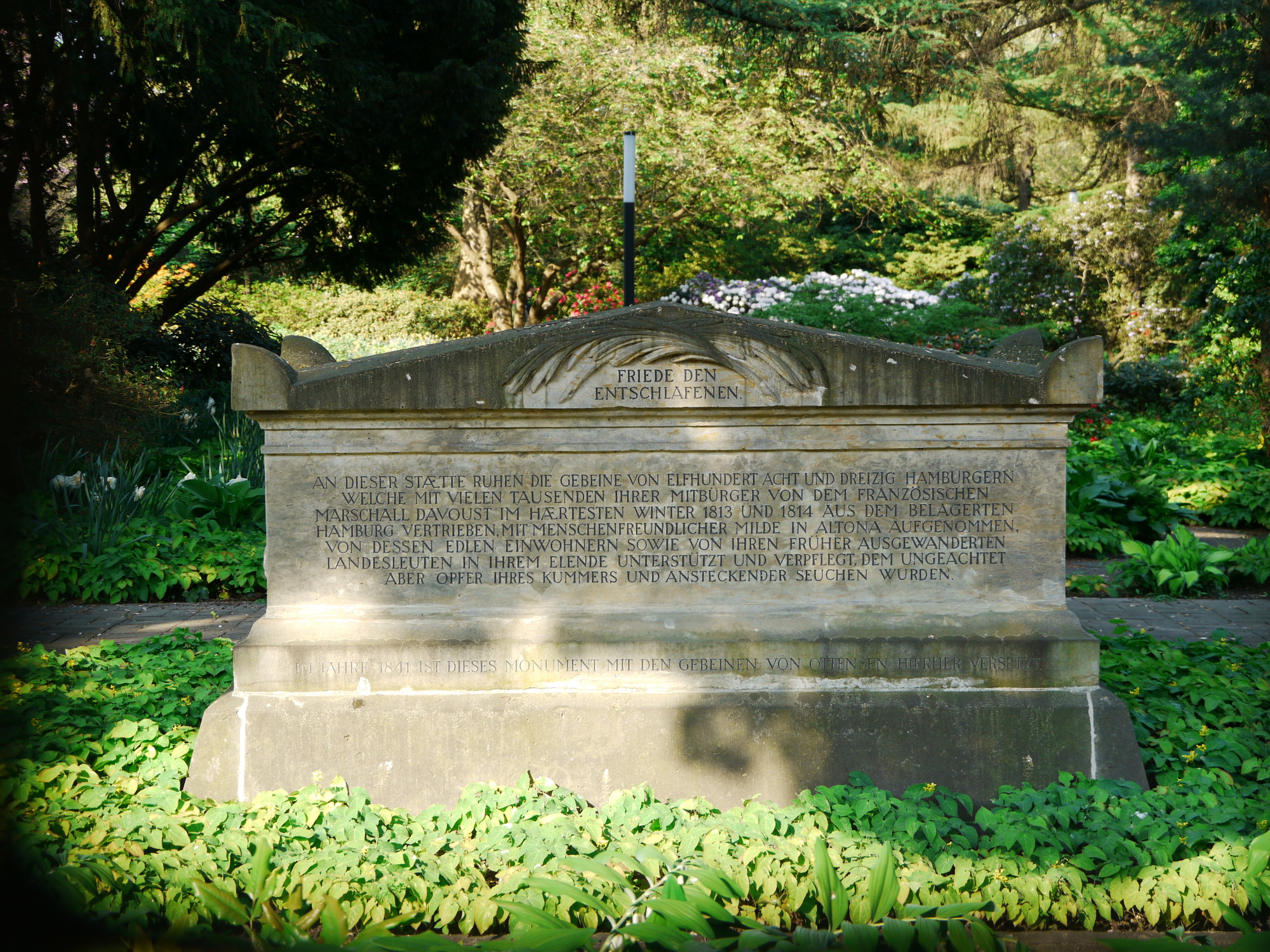
Gedenkstein für die 1138 Vertriebenen, die zunächst in Ottensen bestattet worden waren

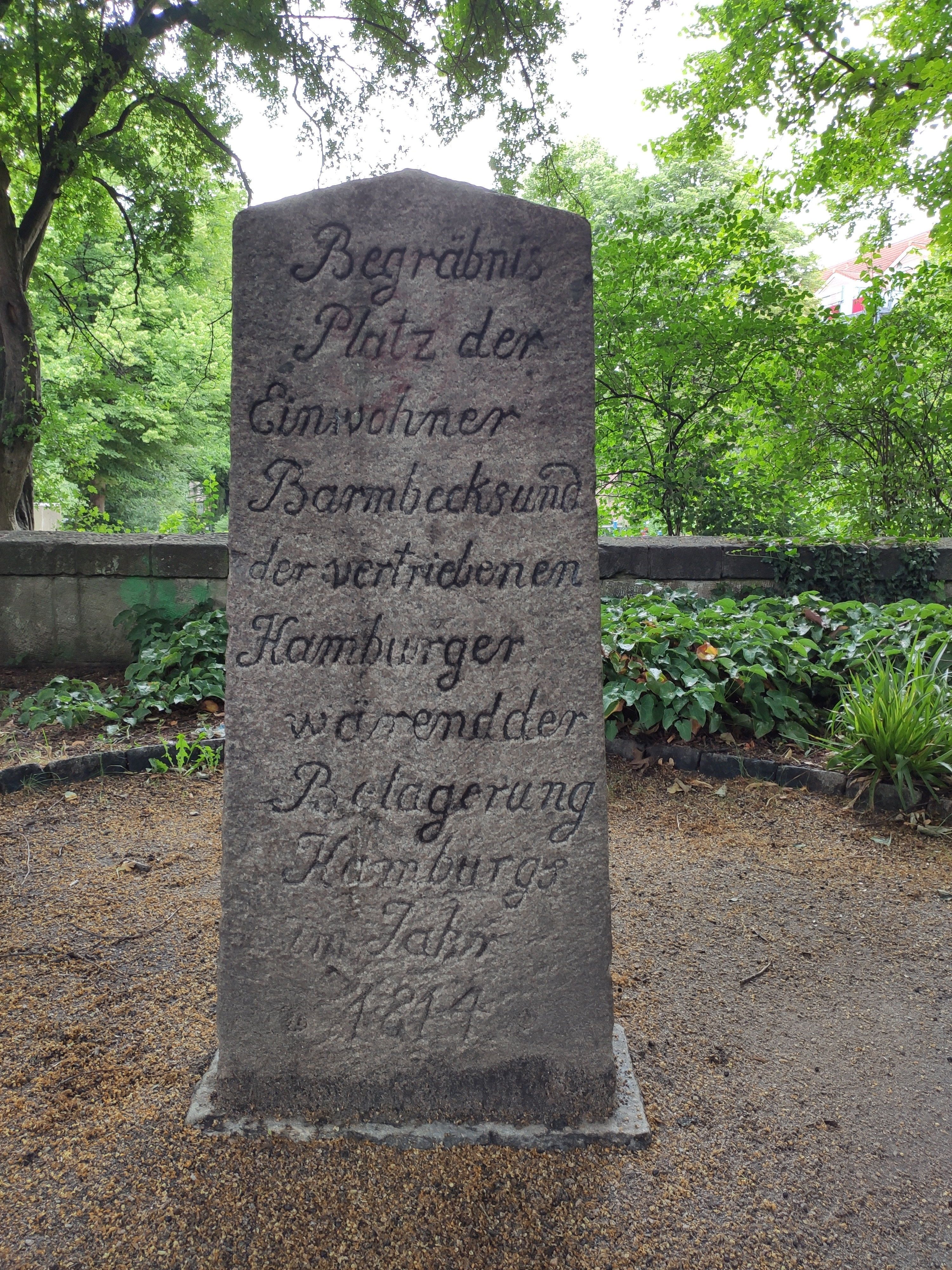
Hamburg-Barmbek, Pfenningsbusch Ecke Kraepelinweg: Vorderseite Monolith. Grabdenkmal zur Erinnerung an die Toten, die nach Ausweisung durch Davout 1814 in Barmbek an Hunger, Krankheit und Kälte starben

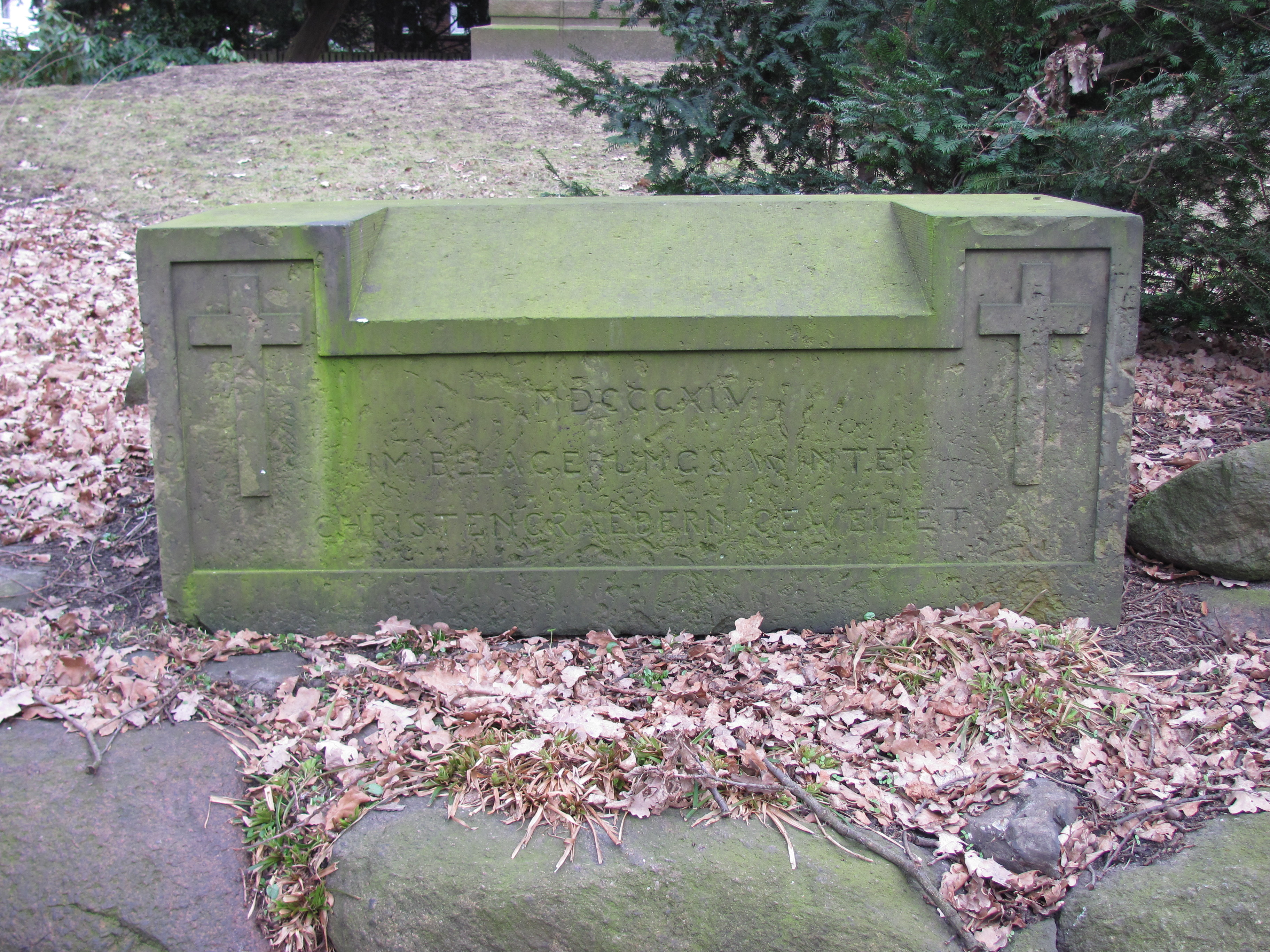
Alter Hammer Friedhof, Mahnmal Französischer Belagerungswinter 1813/14

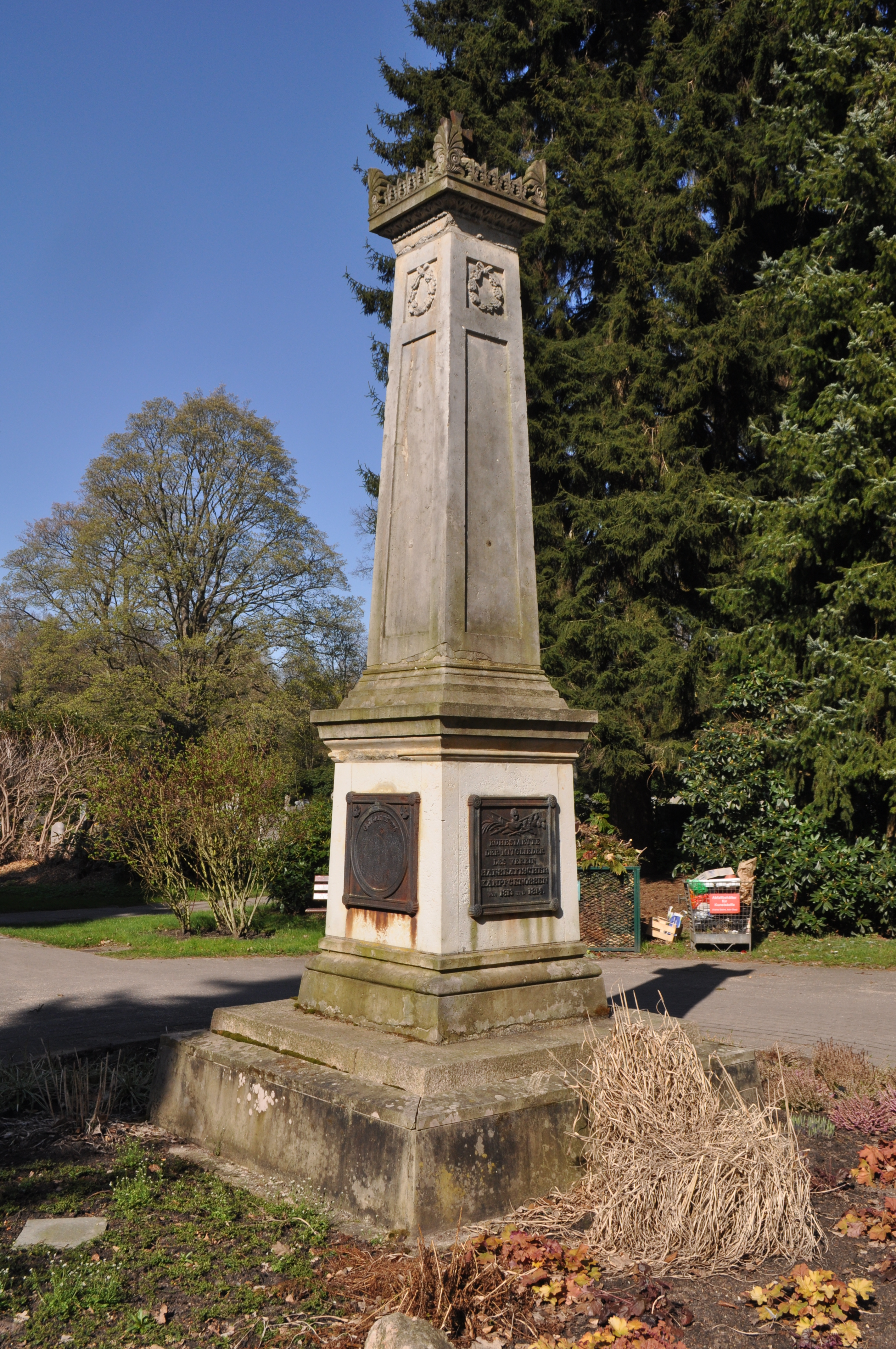
Denkmal für die Mitglieder des Verein Hanseatischer Kampfgenossen von 1813 und 1814 auf dem Friedhof Hamburg-Ohlsdorf. Ehemals auf der Grabstätte auf dem St.-Maria-Magdalenen-Friedhof beim Dammtor gelegen, 1924 versetzt

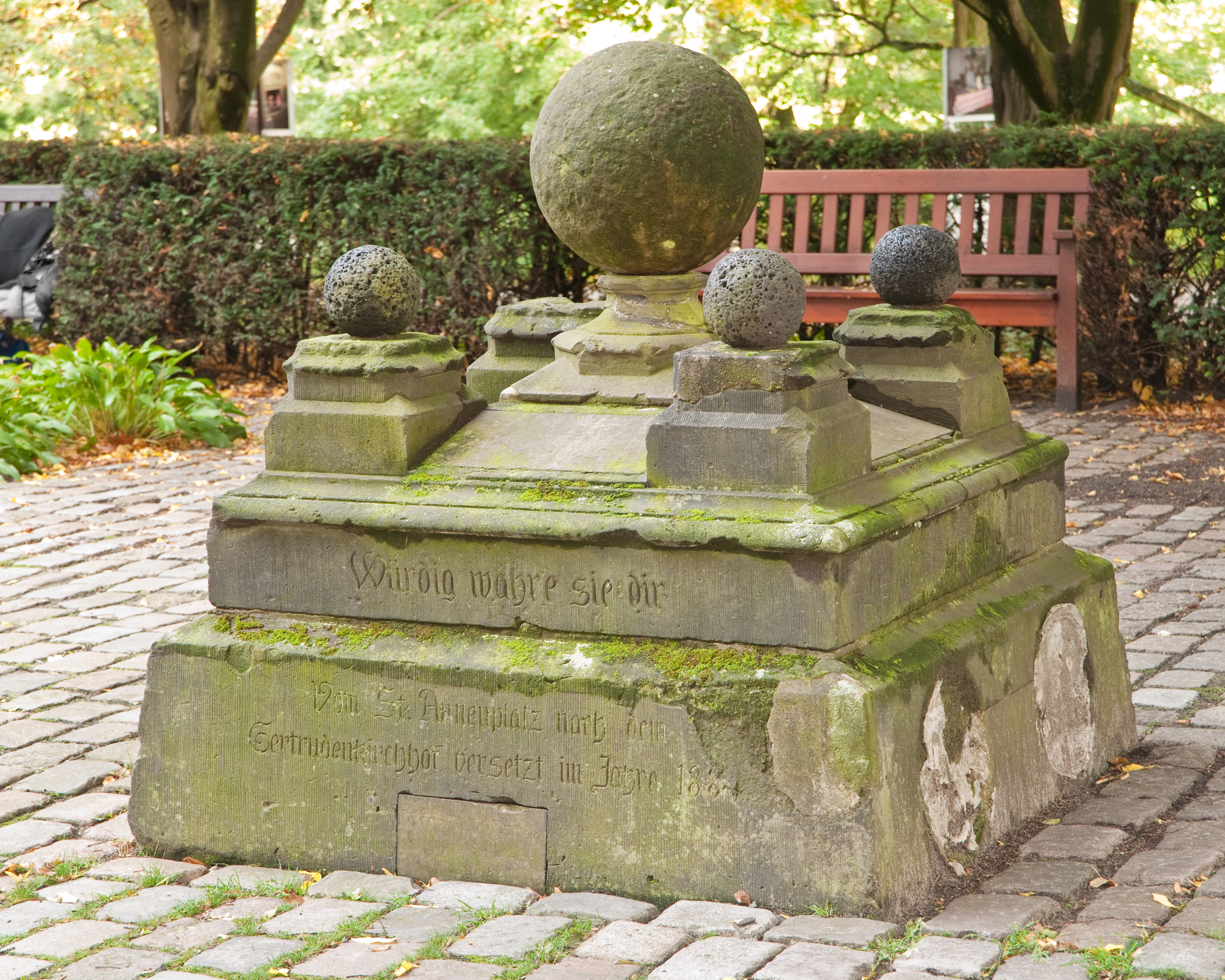
Kugeldenkmal

Mehrere Denkmäler erinnern an die toten Hamburger aufgrund der Ausweisung durch Davout.
Im Park Planten un Blomen gegenüber der Messehalle 4 B steht ein Gedenkstein in Form eines Sarkophages für die 1138 zunächst in Ottensen bestatteten Vertriebenen. Der Stein nach einem Entwurf von Carl Ludwig Wimmel war 1815 von der Patriotischen Gesellschaft an ihrem Massengrab auf der Wiese an der heutigen Einmündung der Erdmannstraße in die Große Brunnenstraße aufgestellt worden. 1841 wurde er mit den Gebeinen auf den Kirchhof der Hauptkirche St. Nikolai vor dem Dammthor überführt, der später geschlossen und ein Teil des Parks Planten un Blomen wurde.
Am Pfenningsbusch Ecke Kraepelinweg in Barmbek-Süd sind in einem kleinen parkartigen Friedhofsareal 50 Hamburger beerdigt, die 1814 nach der Ausweisung aus Hamburg durch die Franzosen an Krankheit und Hunger gestorben sind. Mehrere Stufen führen zu dem über Straßenniveau liegenden Massengrab. Ein Gedenkstein
erinnert an ihr Schicksal.
Gedenksteine auf dem Hammer Friedhof sowie in Marmstorf erinnern an weitere bis zu tausend Vertriebene, die im Winter 1813/1814 an Kälte, Hunger und Seuchen starben.
Eine Stele erinnert auf dem Friedhof Ohlsdorf an das „Vereinsgrab der Kampfgenossen“, die zusammen mit den Russen Hamburg belagerten. Dieser sogenannte „Zippus“ war 1832 als Grabmal auf dem St.-Magdalenen-Friedhof vor dem Dammtor errichtet und nach dessen Schließung 1924 nach Ohlsdorf umgesetzt worden (Kapelle 4/Rosenweg).
Das Kugeldenkmal im Schmuckgarten an der Nordseite des Museums für Hamburgische Geschichte erinnert an die Hamburger Franzosenzeit und die Kämpfe um die Stadt im Mai 1813.

## Sprachliche Relikte der Franzosenzeit
Zahlreiche französische Ausdrücke drangen unter anderem in das Hamburger Plattdeutsch und Missingsch ein. Der französische Abschiedsgruß adieu wandelte sich über adschüs / atschüs zum heutigen Tschüs. Auch Ausdrücke wie Malesche (von „malaise“) und Plörre sowie das für Hamburg typische Franzbrötchen gehen vermutlich auf die Franzosenzeit zurück. Auch der Begriff „Tante Meier“ stammt aus der Franzosenzeit: Wenn der französische Besatzungssoldat zur Toilette musste, ging er zum tente majeure, zum Hauptzelt. Die Hamburger Deern, des Französischen nicht mächtig, verstand Tantmajör und verballhornte dies zu „Tante Meier“.
Die Straßennamen Franzosenkoppel (Lurup) und Franzosenheide (Schnelsen) erinnern an Land, das vor der französischen Revolution Geflüchteten im zum neutralen dänischen Gesamtstaat gehörenden Herzogtum Holstein zur Verfügung gestellt wurde.
An die endgültige Niederlage der französischen Eroberer in der Schlacht bei Waterloo erinnern gleichfalls Straßennamen: Waterloohain, Waterloostraße und Bellealliancestraße in Eimsbüttel.